# برزا بالانكا
برزا بالانكا (Брза Паланка) هي مدينة في مقاطعة وسط صربيا في صربيا.